# Тео Корбяну
Тео Корбяну (англ. Theo Corbeanu, нар. 17 травня 2002, Берлінгтон) — канадський та румунський футболіст, нападник клубу «Торонто» та національної збірної Канади.

## Клубна кар'єра
Народився 17 травня 2002 року в місті Берлінгтон в родині румунів. Вихованець кількох невеликих юнацьких команд футбольних клубів. Наприкінці 2016 року він приєднався до академії «Торонто». У 2018 році він провів 5 ігор за «Торонто III» у Лізі 1 Онтаріо, забивши два голи в матчі проти «Торонто Скіллз»
У серпні 2018 року він покинув академію «Торонто» і вирушив до Англії. Спочатку він хотів приєднатись до академії «Лестер Сіті», але за порадою свого агента він спробував потрапити до академії "Вулвергемптон Вондерерз, яка запропонувала йому стипендію. Він забив у своєму дебютному матчі за команду до 16 років і незабаром перейшов до команди до 18 років. Влітку 2019 року він приєднався до першої команди на передсезонному турнірі в Китаї, а з 2020 року став грати за резервну команду. Зігравши дев'ять ігор за молодіжну команду «Вовків» до 23 років, забивши 4 голи, він підписав контракт з першою командою в жовтні 2020 року.
16 травня 2021 року дебютував за першу команду у Прем'єр-лізі, замінивши Фабіу Сілву на 83-й хвилині матчу проти «Тоттенгем Готспур». Цей матч так і залишився для гравця єдиним за «вовків», тому надалі грав на правах оренди за нижчолігові англійські клуби «Шеффілд Венсдей», «Мілтон-Кінс Донс» та «Блекпул», після чого також на правах оренди грав за клуб німецької Другої Бундесліги «Армінія» (Білефельд) та швейцарської Суперліги «Грассгоппер».
1 лютого 2024 року Корбяну підписав повноцінний контракт із командою іспанської Ла Ліги «Гранада». Він дебютував за нову команду через два дні в грі проти «Лас-Пальмаса», вийшовши на заміну Факундо Пельїстрі. Він забив свій перший гол за клуб 3 березня, у грі проти «Вільярреала» (1:5). Загалом до кінця сезону він зіграв 9 ігор чемпіонату і забив 1 гол, але його команда вилетіла з вищого дивізіону, де Корбяну провів ще пів року, після чого 14 січня 2025 року повернувся до «Торонто» на правах оренди на рік. Станом на 13 квітня 2025 року відіграв за команду з Торонто 6 матчів в національному чемпіонаті.

## Виступи за збірні
Після того, як Корбяну не викликали до юнацької збірної Канади до 15 років, він зв'язався з Румунською федерацією футболу. Вона прийняла його пропозицію, і Корбяну почав представляти Румунію, свою історичну батьківщину. Він двічі забив у своєму першому матчі за юнацьку збірну Румунії до 16 років проти Ірландії. 2018 року дебютував у складі юнацької збірної Румунії (U-17), загалом у її складі взяв участь у 6 іграх. Він покинув румунську збірну у 2019 році, заявивщо, що що хоче представляти свою рідну Канаду.
Його вперше викликали до національної збірної Канади в січні 2021 року, але після домовленості з клубом він відхилив запрошення. Тео вперше приєднався до команди в березні 2021 року, коли його викликали на відбіркові матчі до чемпіонату світу 2022 року проти Бермудських і Кайманових островів. Він дебютував у матчі проти Бермудських островів 25 березня 2021 року, замінивши Джуніора Гойлетта на 77-й хвилині. Через чотири хвилини після виходу на поле він забив гол, забезпечивши перемогу Канади з рахунком 5:1.
Того ж року у складі збірної був учасником розіграшу Золотого кубка КОНКАКАФ 2021 року у США, де зіграв три матчі та забив один гол, а його команда дійшла до півфіналу. За два роки він був включений до попереднього складу на Золотий кубок КОНКАКАФ 2023 року, але цього разу не потрапив до остаточного складу.
| Дата      | Місто       | Господарі         | Результат | Гості              | Турнір                              | Голи | Примітки |
| --------- | ----------- | ----------------- | --------- | ------------------ | ----------------------------------- | ---- | -------- |
| 26-3-2021 | Орландо     | Канада            | 5 – 1     | Бермудські Острови | Відбір до ЧС 2022                   | 1    | 77'      |
| 29-3-2021 | Брейдентон  | Кайманові Острови | 0 – 11    | Канада             | Відбір до ЧС 2022                   | -    |          |
| 5-6-2021  | Брейдентон  | Аруба             | 0 – 7     | Канада             | Відбір до ЧС 2022                   | -    | 46'      |
| 11-7-2021 | Канзас-Сіті | Канада            | 4 – 1     | Мартиніка          | Кубок КОНКАКАФ 2021 - груповий етап | 1    | 64'      |
| 24-7-2021 | Арлінгтон   | Коста-Рика        | 0 – 2     | Канада             | Кубок КОНКАКАФ 2021 - чвертьфінал   | -    | 88'      |
| 29-7-2021 | Х'юстон     | Мексика           | 2 – 1     | Канада             | Кубок КОНКАКАФ 2021 - півфінал      | -    | 69'      |
| 27-9-2022 | Братислава  | Канада            | 0 – 2     | Уругвай            | товариський матч                    | -    | 79'      |
| Усього    |             | Матчів            | 7         |                    | Голів                               | 2    |          |